# Tablillas Albertini
Las tablillas Albertini son un conjunto de 33 (o 34) documentos legales escritos en cursiva latina con tinta en 45 tablillas de madera de cedro producidos entre los años 493–496. Fueron descubiertos por casualidad en 1928 en un escondrijo en el fundus Tuletianus de Jabal Mrata en el sureste de Túnez, justo al sur de la antigua Theveste y más allá de la frontera sur del Reino vándalo. Todos los documentos están fechados por los años de reinado del rey vándalo Guntamundo.

## Historia
Llevan el nombre de Eugène Albertini, por ser el que editó la primera transcripción. Las tablillas se conservan actualmente en el Museo Nacional de Antigüedades y Arte Islámico de Argel, Argelia.
El lugar donde se encontraron los documentos está en el pre-desierto del Sáhara en el límite de la zona cultivable y del asentamiento humano permanente. Las tablillas demuestran que en el período vándalo se practicaba en el área la arboricultura (incluidos olivos, higueras o almendros) y el riego por inundación.
Además de la agricultura, las tablillas revelan las prácticas legales, sociales y económicas en el Reino Vándalo, rigiéndose todavía por la lex Manciana del siglo I, que regulaba las relaciones entre las grandes fincas y el campesinado.
También proporcionan información útil sobre la gramática y fonética del latín tardío.